# Estació d'Osebe
L'estació d'Osebe és una estació de ferrocarril situada a la localitat gallega d'Osebe, al municipi de Teo, a la província de la Corunya. Té serveis de mitjana distància operats per Renfe.
Es troba al punt quilomètric 82 de la línia d'ample ibèric que uneix Redondela amb Santiago de Compostel·la.

## Trens

### Mitjana Distància
| Línia | Origen/destinació               | Destinació/origen |
| ----- | ------------------------------- | ----------------- |
| 1     | A Coruña Santiago de Compostela | Vigo-Guixar       |